# Riccardo Fiamozzi
Riccardo Fiamozzi (Mezzocorona, 18 maggio 1993) è un calciatore italiano, difensore svincolato.

## Caratteristiche tecniche
Occupa la posizione di terzino destro.

## Carriera
Muove i suoi primi passi nel settore giovanile del Mezzocorona e del Milan, per poi essere ceduto al Varese. Il 22 giugno 2012 il Torino ne acquista la comproprietà, lasciandolo a Varese anche per la stagione seguente.
Esordisce tra i professionisti il 18 agosto 2012 in Bologna-Varese (2-1), incontro valido per il secondo turno di Coppa Italia. Conclude l'annata con 15 presenze totali. Il 18 giugno 2013 il Varese comunica di aver esercitato il diritto d'opzione per il riscatto della metà del cartellino.
Il 21 giugno 2014 il Varese lo riscatta interamente alle buste.
Il 23 giugno 2015 riceve un avviso di garanzia in merito alla presunta combine della partita Varese-Catania (0-3) del campionato di Serie B 2014-2015 che ha portato all'arresto, tra gli altri, il presidente del Catania Pulvirenti e l'ex direttore sportivo degli etnei Delli Carri. Nel sessione di mercato del gennaio 2016 viene ceduto in prestito al Genoa.
Il 10 gennaio 2017 si trasferisce, con la formula del prestito con diritto di riscatto, al Frosinone in Serie B. Con i ciociari conquista il terzo posto in classifica, ma vengono poi eliminati in semifinale di play-off dal Carpi.
Il 7 agosto 2017 torna in Serie B, passando in prestito con diritto e obbligo dal Genoa al Bari. Il 30 gennaio 2018 il Bari risolve in anticipo il prestito con il Genoa, che gira il giocatore nuovamente in prestito, al Pescara.
Nel luglio 2018 è ceduto in prestito al Lecce, neopromosso in Serie B. Colleziona 11 presenze e una rete nel campionato chiusosi con la promozione dei giallorossi in Serie A.
Il 10 gennaio 2020, dopo aver collezionato una sola presenza stagionale in Coppa Italia con il Lecce, è ceduto all'Empoli in prestito biennale con obbligo di riscatto.
Il 17 gennaio 2023, dopo un periodo trascorso da svincolato, viene tesserato dalla Reggiana, con cui si lega fino al 2024. Esordisce cinque giorni più tardi, entrando a tredici minuti dalla fine, nel match vinto per 3-2 dai Granata sull'Alessandria.

## Statistiche

### Presenze e reti nei club
Statistiche aggiornate al 15 maggio 2025.
| Stagione        | Squadra         | Campionato      | Campionato | Campionato | Coppe nazionali | Coppe nazionali | Coppe nazionali | Coppe continentali | Coppe continentali | Coppe continentali | Altre coppe | Altre coppe | Altre coppe | Totale | Totale |
| Stagione        | Squadra         | Comp            | Pres       | Reti       | Comp            | Pres            | Reti            | Comp               | Pres               | Reti               | Comp        | Pres        | Reti        | Pres   | Reti   |
| --------------- | --------------- | --------------- | ---------- | ---------- | --------------- | --------------- | --------------- | ------------------ | ------------------ | ------------------ | ----------- | ----------- | ----------- | ------ | ------ |
| 2012-2013       | Varese          | B               | 14         | 0          | CI              | 1               | 0               | -                  | -                  | -                  | -           | -           | -           | 15     | 0      |
| 2013-2014       | Varese          | B               | 27+2       | 1          | CI              | 2               | 0               | -                  | -                  | -                  | -           | -           | -           | 31     | 1      |
| 2014-2015       | Varese          | B               | 40         | 0          | CI              | 2               | 0               | -                  | -                  | -                  | -           | -           | -           | 42     | 0      |
| Totale Varese   | Totale Varese   | Totale Varese   | 81+2       | 1          |                 | 5               | 0               |                    | -                  | -                  |             | -           | -           | 88     | 1      |
| 2015-gen.2016   | Pescara         | B               | 15         | 0          | CI              | 0               | 0               | -                  | -                  | -                  | -           | -           | -           | 15     | 0      |
| gen. 2015-2016  | Genoa           | A               | 8          | 0          | CI              | 0               | 0               | -                  | -                  | -                  | -           | -           | -           | 8      | 0      |
| 2016-gen.2017   | Genoa           | A               | 4          | 0          | CI              | 1               | 0               | -                  | -                  | -                  | -           | -           | -           | 5      | 0      |
| Totale Genoa    | Totale Genoa    | Totale Genoa    | 12         | 0          |                 | 1               | 0               |                    | -                  | -                  |             | -           | -           | 13     | 0      |
| gen.-giu. 2017  | Frosinone       | B               | 19+2       | 0          | CI              | 0               | 0               | -                  | -                  | -                  | -           | -           | -           | 21     | 0      |
| 2017-gen.2018   | Bari            | B               | 14         | 0          | CI              | 1               | 0               | -                  | -                  | -                  | -           | -           | -           | 15     | 0      |
| gen.-giu. 2018  | Pescara         | B               | 11         | 0          | CI              | 0               | 0               | -                  | -                  | -                  | -           | -           | -           | 11     | 0      |
| Totale Pescara  | Totale Pescara  | Totale Pescara  | 26         | 0          |                 | 0               | 0               |                    | -                  | -                  |             | -           | -           | 26     | 0      |
| 2018-2019       | Lecce           | B               | 11         | 1          | CI              | 2               | 0               | -                  | -                  | -                  | -           | -           | -           | 13     | 1      |
| ago.2019        | Lecce           | A               | 0          | 0          | CI              | 1               | 0               | -                  | -                  | -                  | -           | -           | -           | 11     | 0      |
| Totale Lecce    | Totale Lecce    | Totale Lecce    | 11         | 1          |                 | 3               | 0               |                    | -                  | -                  |             | -           | -           | 14     | 1      |
| 2019-2020       | Empoli          | B               | 17+1       | 0          | CI              | 0               | 0               | -                  | -                  | -                  | -           | -           | -           | 18     | 0      |
| 2020-2021       | Empoli          | B               | 26         | 0          | CI              | 0               | 0               | -                  | -                  | -                  | -           | -           | -           | 26     | 0      |
| 2021-2022       | Empoli          | A               | 10         | 0          | CI              | 2               | 0               | -                  | -                  | -                  | -           | -           | -           | 12     | 0      |
| Totale Empoli   | Totale Empoli   | Totale Empoli   | 53+1       | 0          |                 | 2               | 0               |                    | -                  | -                  |             | -           | -           | 56     | 0      |
| gen.-giu.2023   | Reggiana        | C               | 12         | 0          | CI+CI-C         | 0               | 0               | -                  | -                  | -                  | SC-C        | 2           | 0           | 14     | 0      |
| 2023-2024       | Reggiana        | B               | 29         | 1          | CI              | 3               | 0               | -                  | -                  | -                  | -           | -           | -           | 32     | 1      |
| 2024-2025       | Reggiana        | B               | 24         | 0          | CI              | 1               | 0               | -                  | -                  | -                  | -           | -           | -           | 25     | 0      |
| Totale Reggiana | Totale Reggiana | Totale Reggiana | 65         | 1          |                 | 4               | 0               |                    | -                  | -                  |             | 2           | 0           | 71     | 1      |
| Totale carriera | Totale carriera | Totale carriera | 311        | 3          |                 | 15              | 0               |                    | -                  | -                  |             | 2           | 0           | 328    | 3      |

## Palmarès

### Club

#### Competizioni nazionali
- Campionato italiano di Serie B: 1

Empoli: 2020-2021
- Serie C: 1

Reggiana: 2022-2023 (girone B)